# إسكونترية
إسكونترية (الاسم العلمي: Escontria)، جنس من الصبار. يضم نوع واحد فقط يدعى إسكونترية شيوتيلا أو شيوتيلا أو خيوتيلا. مهدهُ المكسيك (غيريرو، ميتشواكان، أواكساكا، جنوب بويبلا).
هذا صبار يشبه الشجر، يصل ارتفاعه إلى 7 أمتار. لهُ 7 أو 8 أضلاع حادة، ولهُ هَلَل متقاربة جدًا أو متكدسة. ثمرتهُ حمراء داكنة مماثلة في المظهر والملمس لفاكهة التنين، ولكنها أصغر حجمًا (3،5 سم).
سُمي الجنس على السياسي المكسيكي (وزير التنمية والاستعمار والصناعة) بلاس إسكونتريا وَي بوستَمَنتي (1847-1906).